# Kálmán Mikszáth

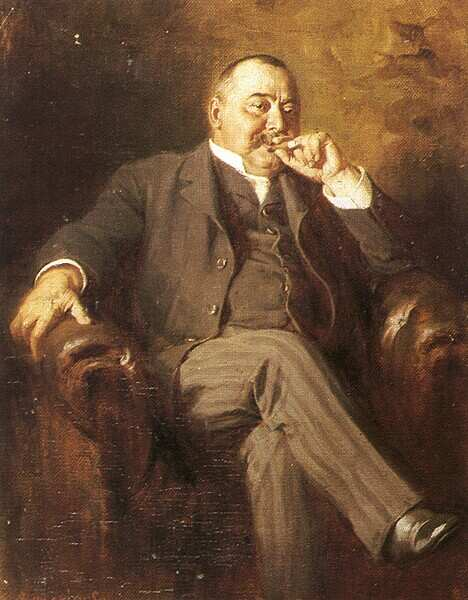
Kálmán Mikszáth, Porträt von Gyula Benczúr (1910)

Kálmán Mikszáth von Kiscsoltó (* 16. Januar 1847 in Szklabonya, Kaisertum Österreich; † 28. Mai 1910 in Budapest, Österreich-Ungarn) war ein ungarischer Journalist, Politiker und Schriftsteller.

## Leben
Kálmán Mikszáth entstammte einer gut situierten Familie des ungarischen Kleinadels. Sein Vater János Mixadt (* 22. Mai 1808, † 18. April 1873) war ein begüteter Großgrundbesitzer in Szklabonya und die Mutter Mária Veres (* 2. Oktober 1823, † 14. Juli 1873) entstammte einer ungarischen Kleinadelsfamilie. Beide Eltern waren evangelisch-lutherischen Glaubensbekenntnisses. Ein großer Teil der Ahnen väterlicherseits waren evangelisch-lutherische Prediger und schrieben den Familiennamen mit „Mixadt“.
Mikszáth besuchte zwischen 1857 und 1863 das Gymnasium in Großsteffelsdorf und danach das evangelische Gymnasium in Schemnitz, wo er auch im Juni 1866 sein Abitur ablegte. Nach dem Abitur studierte er an der Universität von Pest Jura und wurde Richter in Balassagyarmat. Ab 1873 arbeitete er als Journalist für verschiedene Zeitungen, u. a. den Pesti Hírlap. 1887 wurde er als Mitglied der Liberalen Partei in den Reichstag gewählt.
Seit 1869 erschienen seine ersten Novellen, mit denen er zunächst wenig Erfolg hatte. 1873 übersiedelte er nach Budapest und wurde Mitarbeiter verschiedener Zeitungen. 1878 wurde er Mitglied der Petőfi-Gesellschaft, 1882 der Kisfaludy-Gesellschaft. Im Jahre 1899 wurde er korrespondierendes Mitglied und 1905 Ehrenmitglied der Ungarischen Akademie der Wissenschaften. Zwischen 1887 und 1910 war er Parlamentsabgeordneter im Ungarischen Reichstag. In den letzten Jahren seines Lebens zog er sich von der Politik und dem öffentlichen Leben immer mehr zurück. Er lebte meistens zurückgezogen auf seinem kleinen Landgut in Horpács und widmete sich der Literatur.
Mit Werken wie Der sprechende Kaftan (1889) und Sankt Peters Regenschirm  (1895) wurde er zu einem der führenden ungarischen Novellisten des 19. Jahrhunderts. Kálmán Mikszáth starb am 28. Mai 1910 in Budapest und wurde auf dem Kerepesi temető in Budapest beigesetzt.

### Familie

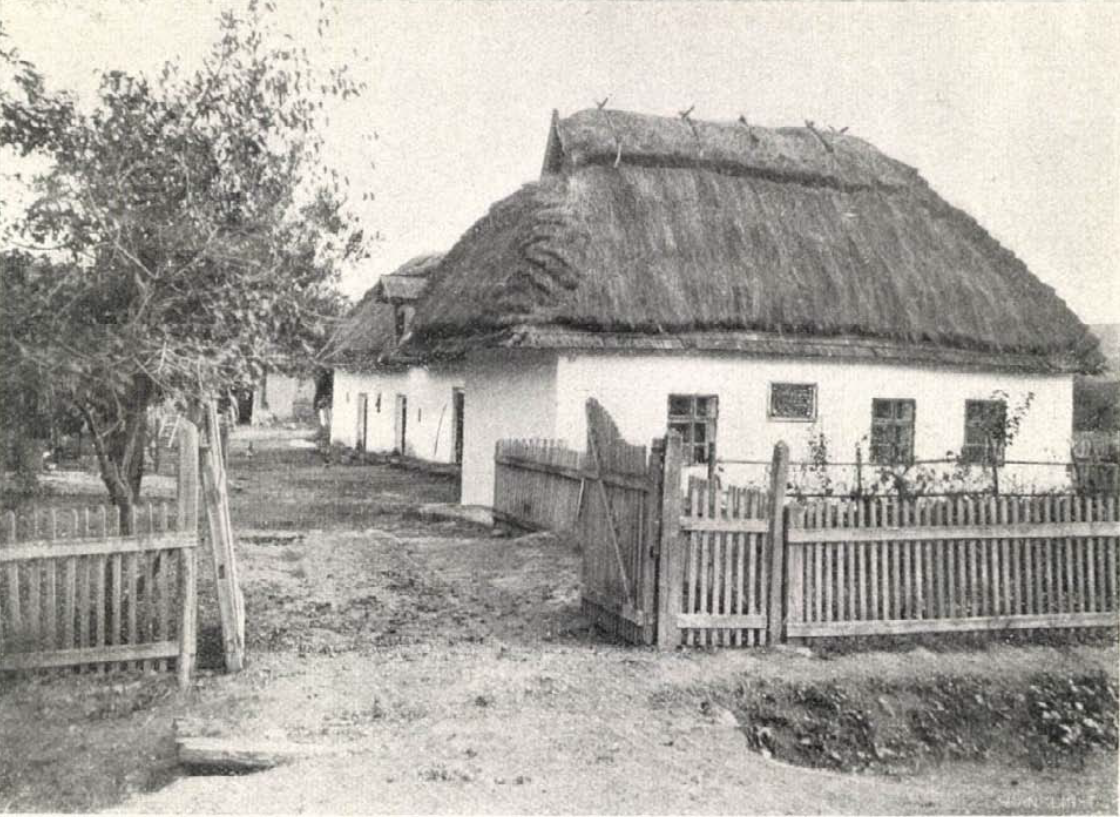
Geburtshaus von Kálmán Mikszáth in Szklabonya (Zustand 1910)

Am 13. Juli 1873 heiratete Kálmán Mikszáth – entgegen den Willen seiner zukünftigen Schwiegereltern – in Pest Maria Ilona Mauks (* 18. August 1853 in Mohora, Komitat Nógrád, † 24. Mai 1926 in Horpács, Komitat Nógrád). Wegen finanzieller Schwierigkeiten wurde die Ehe 1878 standesamtlich geschieden. Am 1. Januar 1883 heiratete er Maria Mauks zum zweiten Mal.
Aus den beiden Ehen gingen vier Kinder hervor:
- Kálmán Péter (starb gleich nach der Geburt)
- Kálmán László (* 28. April 1885 in Budapest, † 20. Dezember 1950 ebd.), Rechtsanwalt un Politiker
- János (starb im Alter von vier Jahren)
- Albert (* 3. April 1889 in Budapest, † 24. Juni 1921 ebd.), Ministerialbeamter und Journalist.

## Werke (Auswahl)
- A tót atyafiak, 1881 (dt. „Die slowakischen Verwandten“)[4]
- A jó palócok, 1882 (dt. „Die guten Palóczen“ auch unter den Titel „Die guten Hochländer“)[4]
- A beszélő köntös, 1889 (dt. „Der sprechende Kaftan“)
- A Kis prímás, historischer Roman für die Jugend, 1892 (dt. „Die kleine Eminenz“)[5]
- Szent Péter esernyője, 1895 (dt. „Sankt Peters Regenschirm“)[6]
- Beszterce ostroma, 1895 (dt. „Der Graf und die Zirkusreiterin“)[7]
- A Noszty fiú esete Tóth Marival, 1906–07 (dt. „Die Hochzeit des Herrn von Noszty“)[8]
- A fekete város, 1911 (dt. „Die schwarze Stadt“)[9]

## Verfilmungen
- 1917 – Szent Péter esernyője
- 1935 – Szent Péter esernyője
- 1937 – Ihr Leibhusar – nach dem Roman Die große Liebe des jungen Noszty
- 1960 – Der Fall des jungen Noszty (A Noszty fiú esete Tóth Marival) – nach dem Roman Die Hochzeit des Herrn von Noszty
- 1964 – Majestät auf Abwegen (Mit csinált Felséged)
- 1968 – Der wundersame Kaftan (Beszélő köntös), online
- 1971 – Sankt Peters Regenschirm – Regie Helmut Pfandler
- 1972 – Die schwarze Stadt (A fekete város)
- 1976 – Der Phantomreiter (Kísértet Lublón)
- 1986 – Miklós Akli (Akli Miklós)